# Manfred Pranger
Manfred Pranger (Hall in Tirol, 25 januari 1978) is een Oostenrijks voormalig alpineskiër. Hij was gespecialiseerd in de slalom.

## Carrière
In 2002 nam hij deel aan de Olympische Winterspelen in Salt Lake City. In de slalom haalde hij de finish niet.
Pranger maakte zijn debuut in de wereldbeker op 11 december 2000 in het Italiaanse Sestriere. Zijn eerste grote overwinning behaalde hij in 2005 met winst in de wereldbekermanche van Kitzbühel. Amper 2 dagen later won hij de wereldbekermanche van Schladming. In 2009 won hij in Wengen.
Daarnaast werd hij drie keer nationaal kampioen van Oostenrijk op de slalom en eenmaal in de reuzenslalom (2007).
Zowel in Sankt Moritz (2003) als in Åre (2007) eindigde hij telkens vijfde op het wereldkampioenschap alpineskiën. In 2009 werd hij wereldkampioen op de slalom in het Franse Val d'Isère. In een tijd van 1.44,17 won hij voor de Fransman Julien Lizeroux en de Canadees Michael Janyk.

## Resultaten

### Wereldkampioenschappen
| Jaar | Plaats                 | Resultaten  |
| ---- | ---------------------- | ----------- |
| 2003 | Sankt Moritz           | 5e Slalom   |
| 2005 | Bormio                 | DNF         |
| 2007 | Åre                    | 5e Slalom   |
| 2009 | Val-d'Isère            | Slalom      |
| 2011 | Garmisch-Partenkirchen | 9e Slalom   |
| 2013 | Schladming             | DNF2 Slalom |

### Olympische Spelen
| Jaar | Plaats         | Resultaten |
| ---- | -------------- | ---------- |
| 2002 | Salt Lake City | DNF        |
| 2010 | Vancouver      | DNF        |

### Wereldbeker

#### Eindklasseringen
| Seizoen   | Algm | SL  |
| --------- | ---- | --- |
| 2000/2001 | 115e | 45e |
| 2001/2002 | 48e  | 15e |
| 2002/2003 | 24e  | 5e  |
| 2003/2004 | 25e  | 7e  |
| 2004/2005 | 20e  | 3e  |
| 2005/2006 | 63e  | 23e |
| 2006/2007 | 40e  | 12e |
| 2007/2008 | 86e  | 31e |
| 2008/2009 | 21e  | 4e  |
| 2009/2010 | 24e  | 7e  |
| 2010/2011 | 50e  | 18e |
| 2011/2012 | 39e  | 10e |
| 2012/2013 | 37e  | 13e |
| 2013/2014 | 90e  | 33e |

#### Wereldbekerzeges
| Datum           | Plaats     | Onderdeel |
| --------------- | ---------- | --------- |
| 23 januari 2005 | Kitzbühel  | Slalom    |
| 25 januari 2005 | Schladming | Slalom    |
| 18 januari 2009 | Wengen     | Slalom    |